# Карл II (ерцгерцог Австрії)
Карл II (нім. Karl II. Franz von Innerösterreich, 3 червня 1540, Відень — 10 липня 1590, Грац) — ерцгерцог Австрійський, правитель Внутрішньої Австрії з 1564 до своєї смерті. Належав до Штирійської лінії Габсбургів (Штирія була центром герцогства Внутрішня Австрія).

## Коротка біографія
Третій син імператора Фердинанда I та його дружини Анни Богемської й Угорської.
У 1559 і знову з 1564—1568 були проведені переговори для укладення шлюбу між Карлом і Єлизаветою I в Англії. Вони тягнулися до вирішення королеви Єлизавети, що вона не вийде заміж за ерцгерцога, релігія була головною перешкодою на шляху, крім характеру королеви.
У 1571 році він одружився зі своєю племінницею Марією Анною Баварською (1551—1608), дочкою герцога Баварського Альбрехта V й Анни Австрійської, рідної сестри Карла.
Герцог первинно миролюбно ставився до протестантів. У 1572 році Карл II узаконив у країні свободу віросповідання і Грац став центром протестантського руху всієї Внутрішньої Австрії. Однак уже в 1573 році він запросив до Штирії єзуїтів, які у 1586 році заснували Католицький Грацький університет. Син і спадкоємець Карла II Фердинанд II продовжив боротьбу з протестантами та вигнав зі Штирії протестантських проповідників.

## Родина
Дружина — Марія Анна Баварська (1551—1608), дочка герцога Баварського Альбрехта V й Анни Австрійської, рідної сестри Карла.
Діти:
- Фердинанд (1572),
- Анна Австрійська (1573—1598) — дружина короля Польщі Сигізмунда III,
- Марія Кристіна (1574—1621) — дружина Сигізмунда Баторі,
- Катаріна Рената Австрійська (1576—1595),
- Єлизавета (1577—1586),
- Фердинанд (1578—1637) —  імператор Священної Римської імперії,
- Карл (1579—1580),
- Грегорія (1581—1597),
- Елеонора (1582—1620),
- Максиміліан Ернст (1583—1616),
- Маргарита (1584—1611) — дружина короля Іспанії Філіпа III,
- Леопольд (1586—1632) — ерцгерцог Австрійський, одружений із Клаудією Медичі,
- Констанція Австрійська (1588—1631) — друга дружина короля Польщі Сигізмунда III,
- Марія Магдалена (1589—1631) — дружина Козімо II Медічі,
- Карл Австрійський (1590—1624) — великий магістр Тевтонського ордену, єпископ.

## Галерея сім'ї

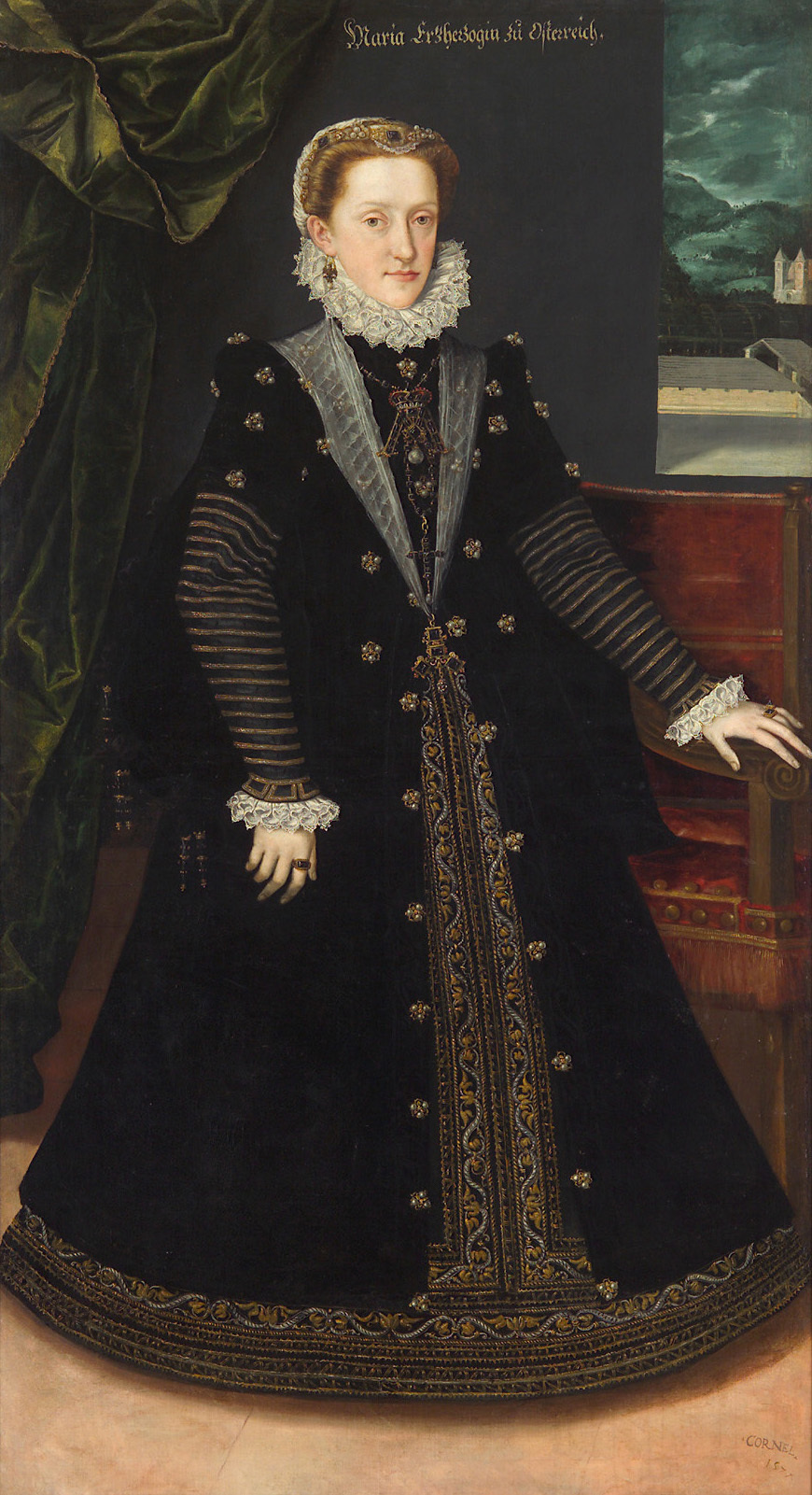
Дружина Марія Анна
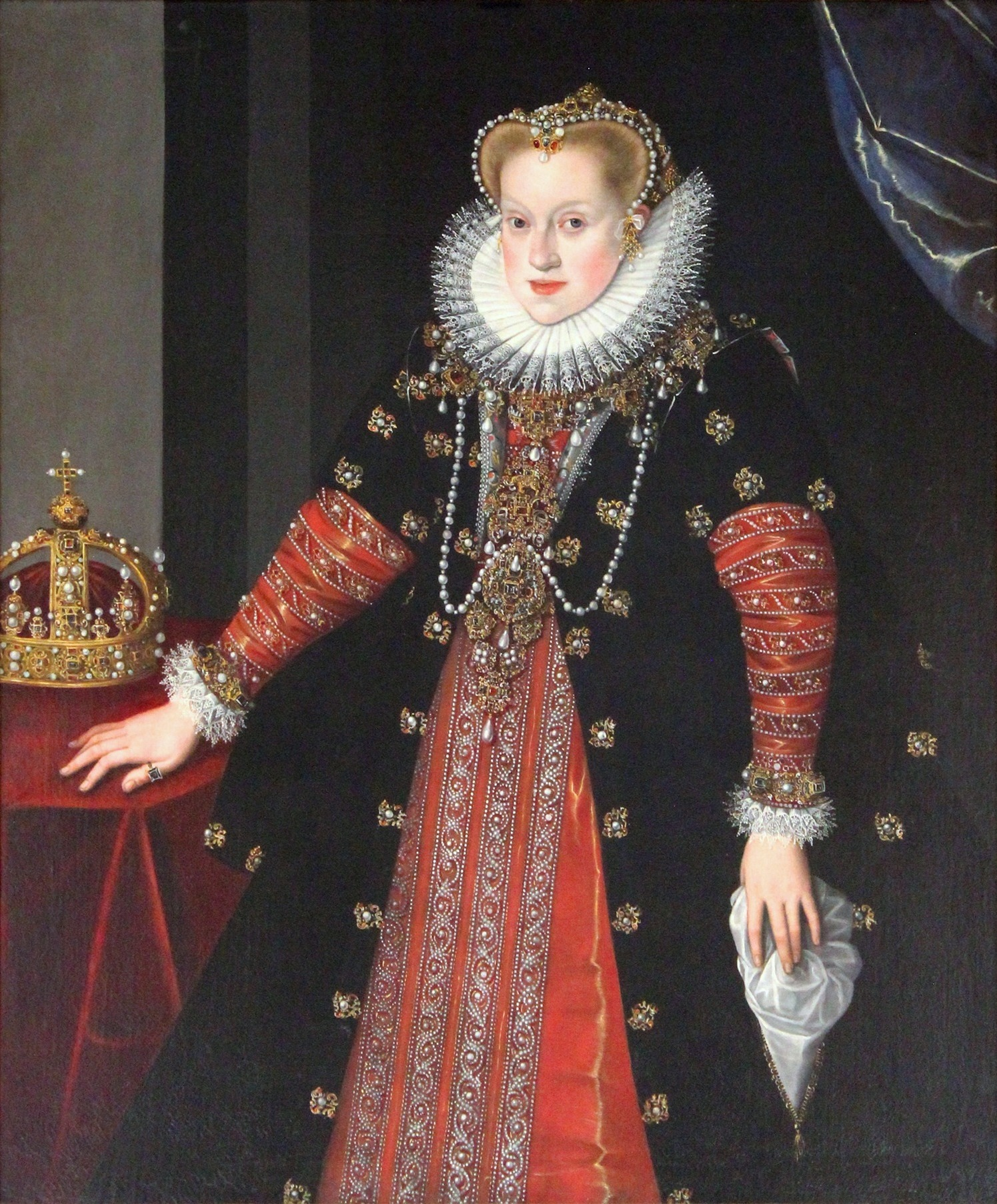
Анна Австрійська Королева-консорт Польщі
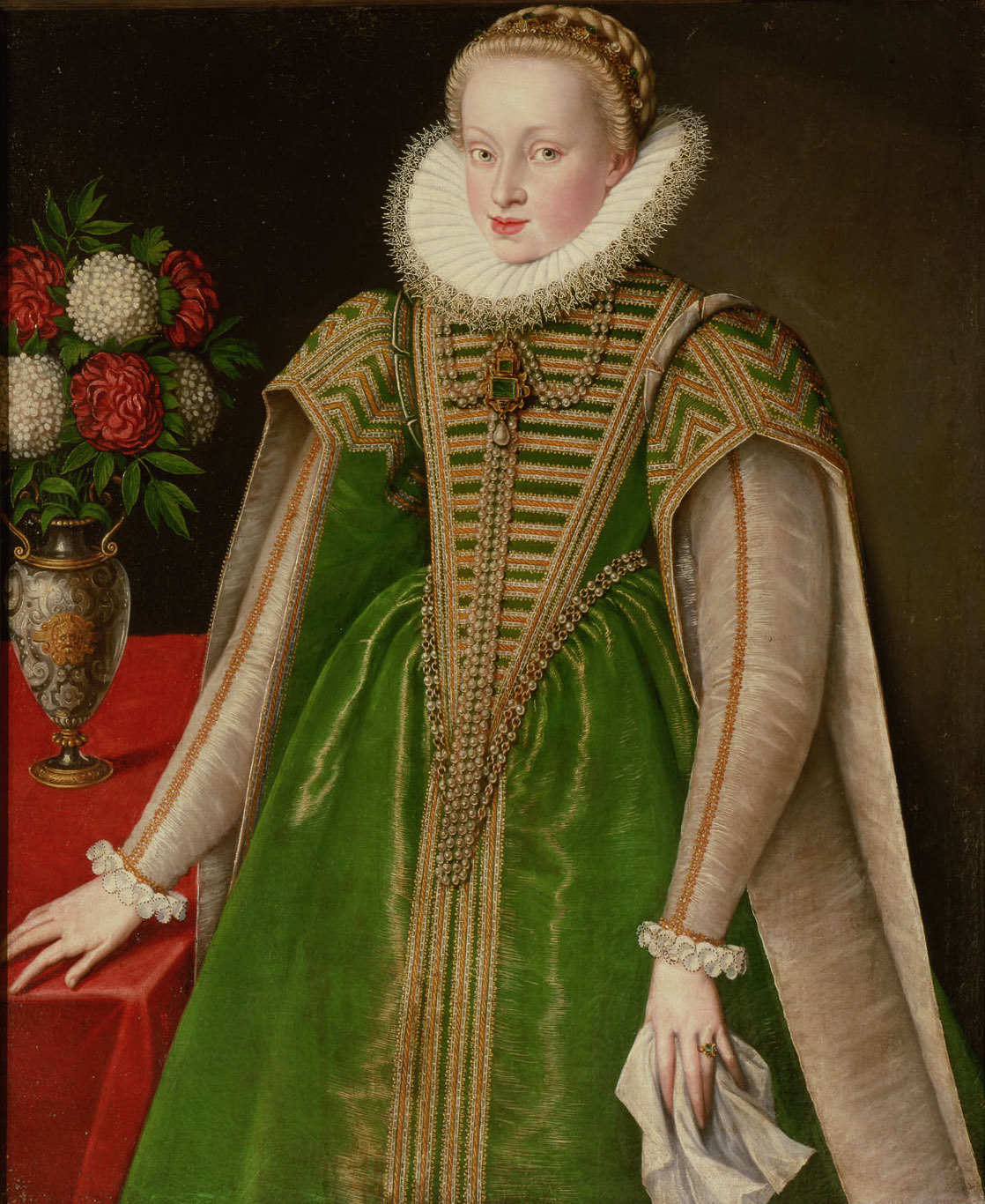
Марія Кристіна, Принцеса Трансільванії
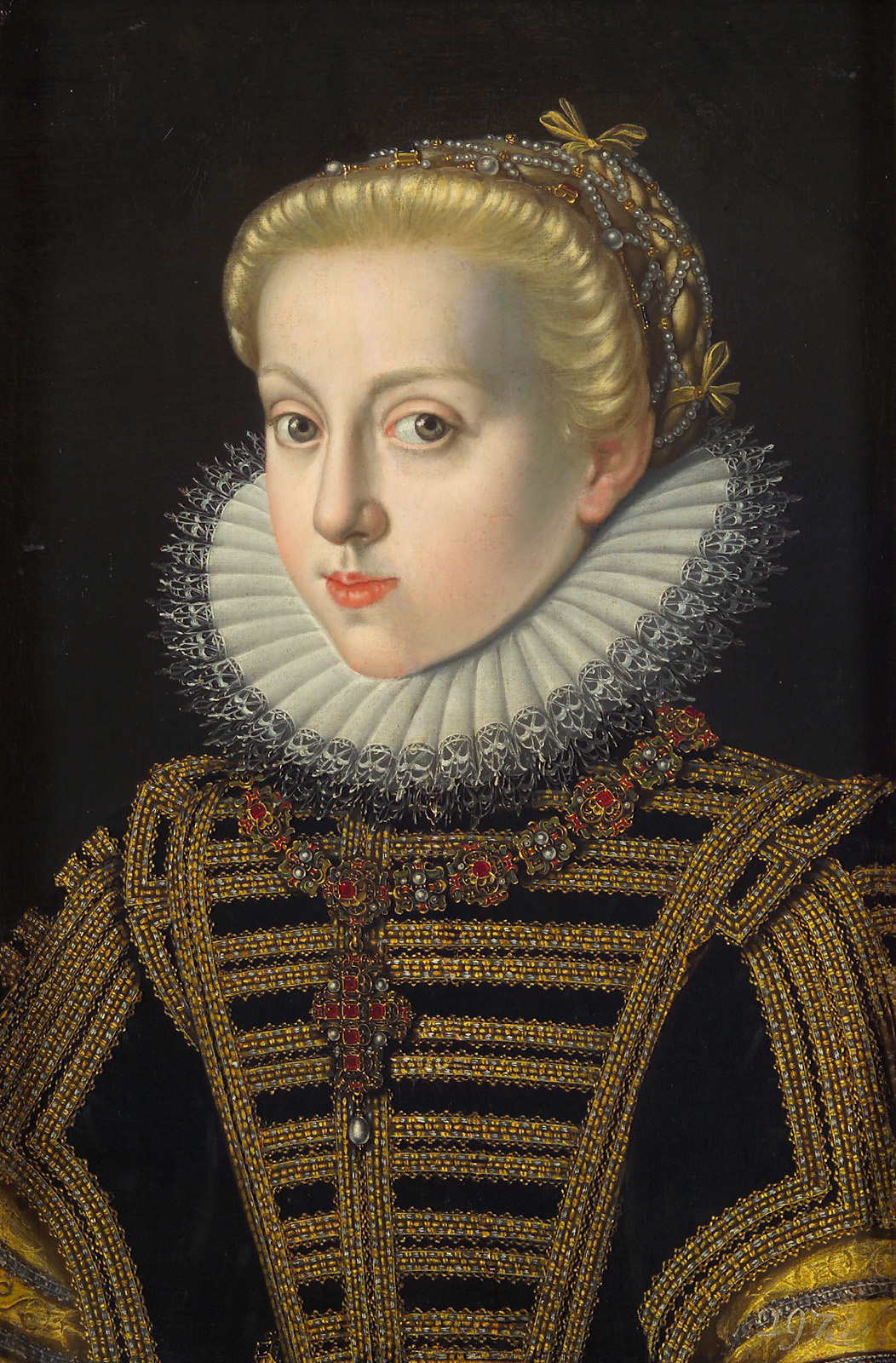
Катаріна Рената
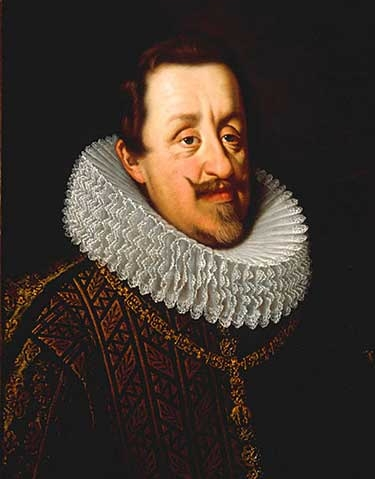
Фердинанд II імператор Священної Римської імперії
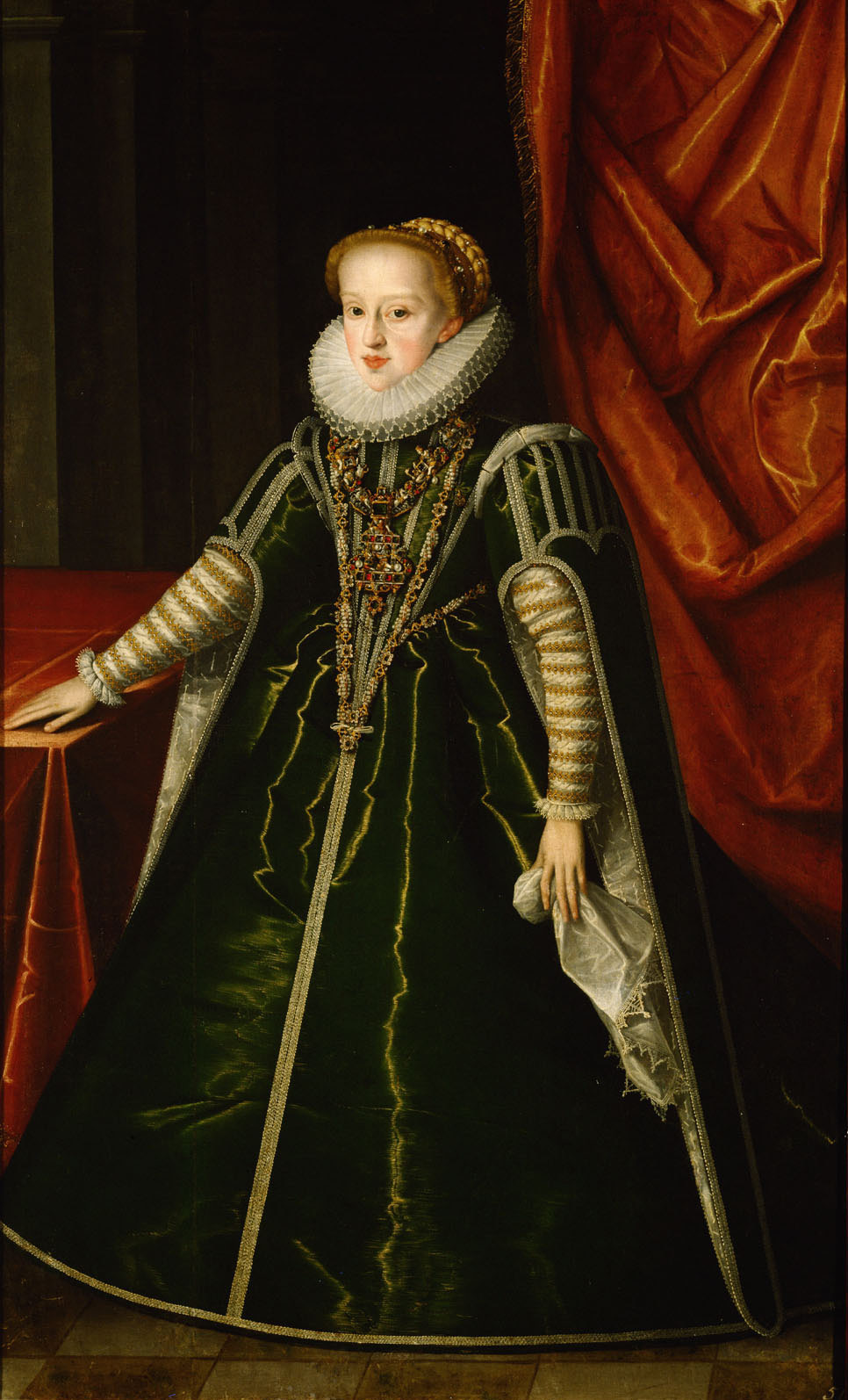
Грегорія Максиміліана
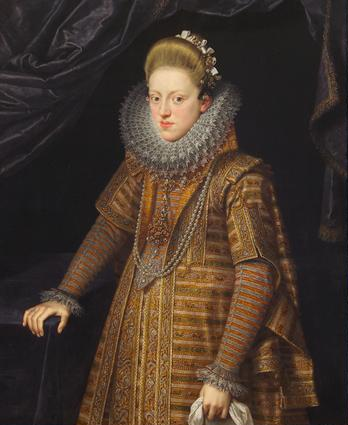
Елеонора
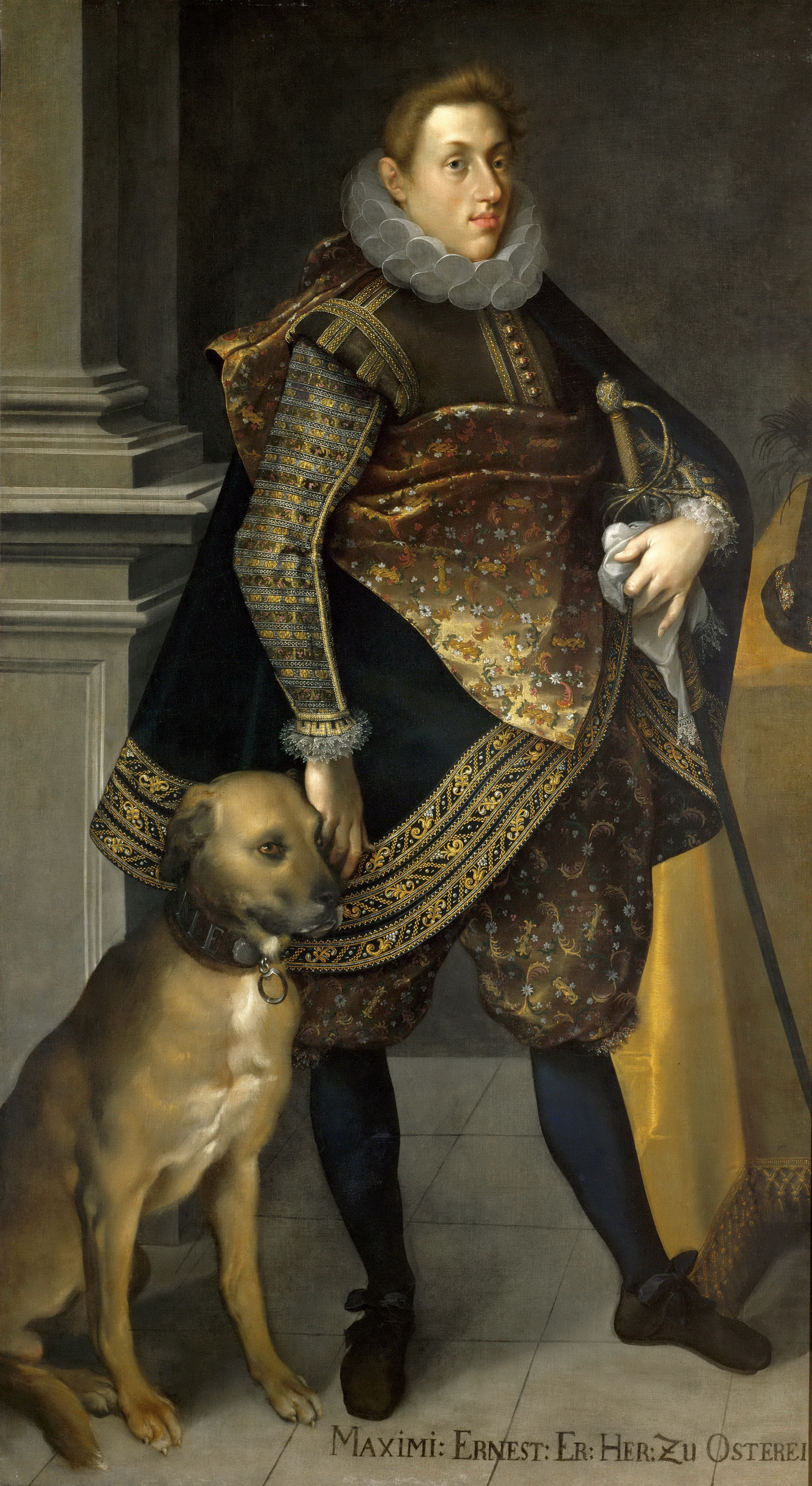
Максиміліан Ернст
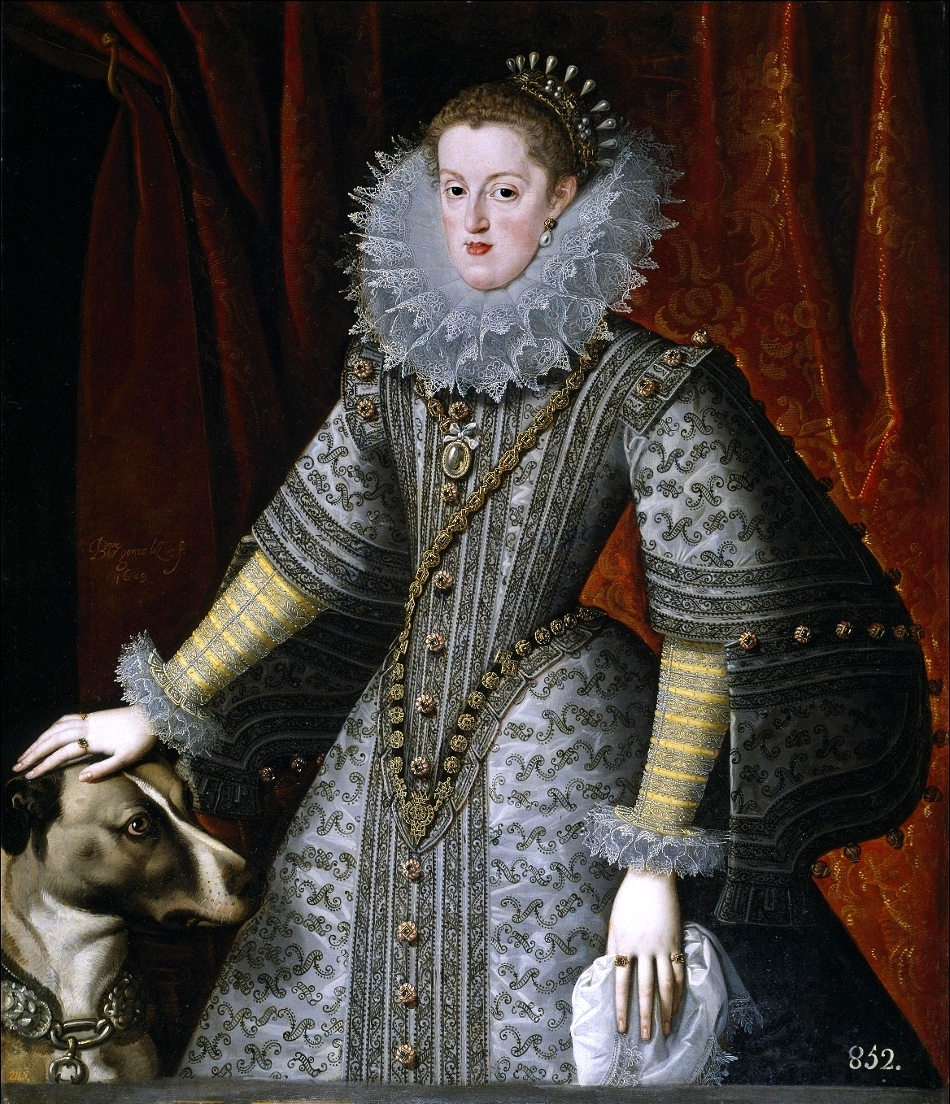
Маргарита Австрійська (королева Іспанії)
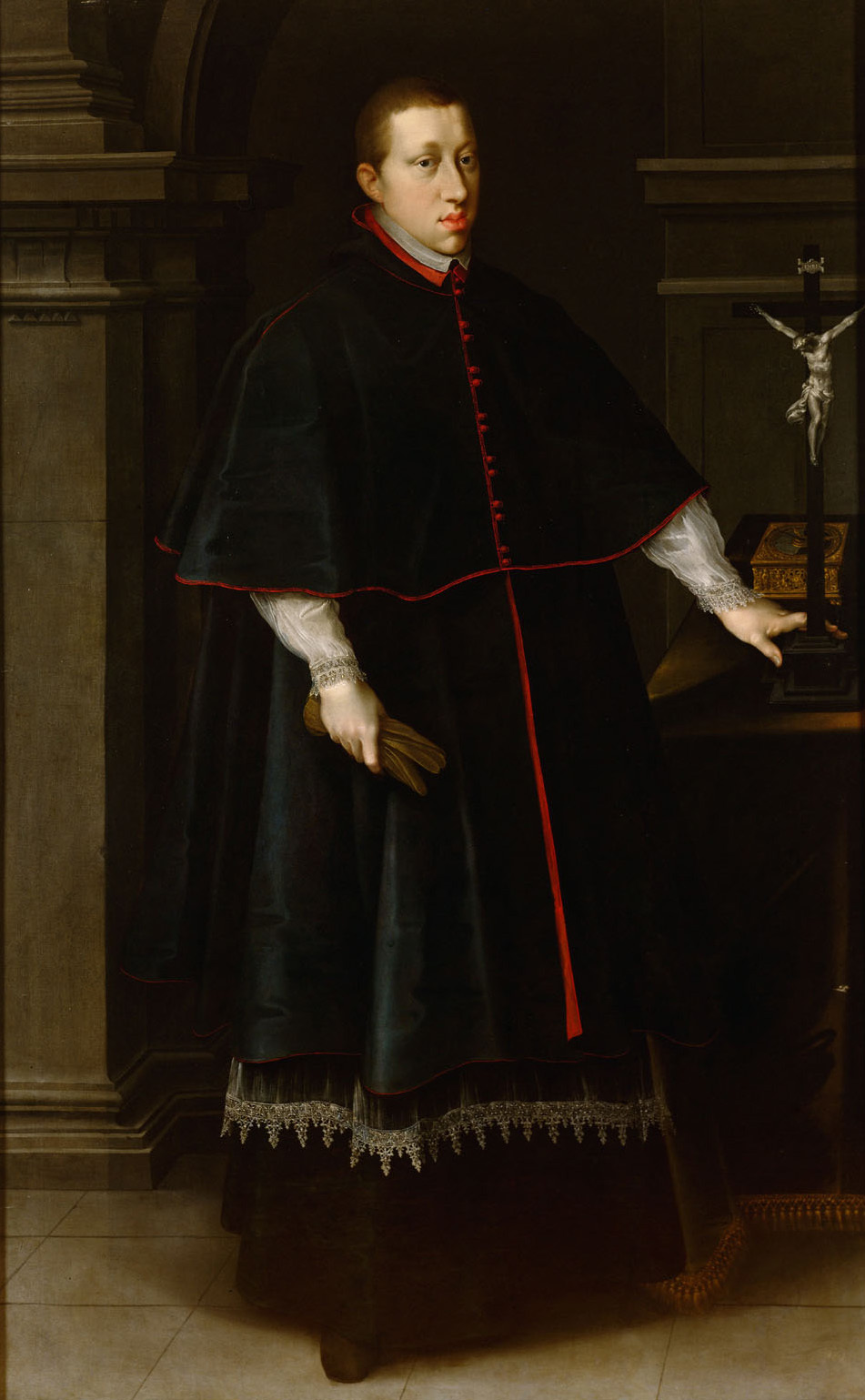
Леопольд V
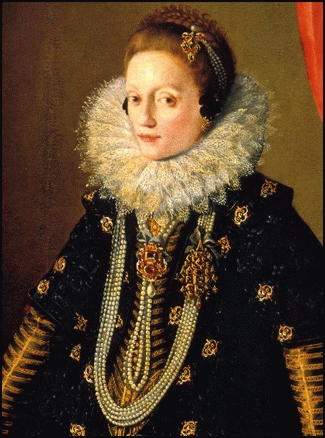
Констанція Австрійська Королева-консорт Польщі
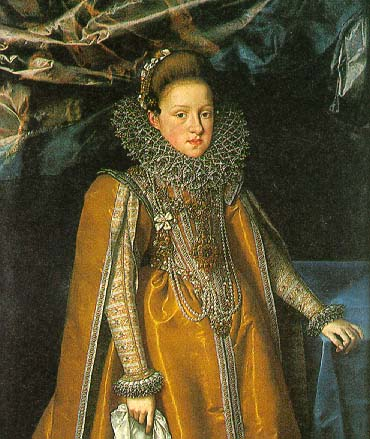
Марія Магдалена